# Luna (Lied)
Luna (span. für Mond) ist ein Lied des mexikanischen Singer-Songwriters Juan Gabriel, das er für die mit ihm befreundete Ana Gabriel geschrieben hat. Das Lied wurde erstmals auf Ana Gabriels gleichnamigen Album veröffentlicht, das 1993 erschien. Noch im selben Jahr erschien das Lied auch auf Single und blieb 8 Wochen in den Hot Latin Song Charts, wo es Ende Januar 1994 mit dem dritten Rang seine beste Platzierung erreichte.
Juan Gabriel sang das Lied bei einigen seiner Liveauftritte.

## Inhalt
Das Lied beschreibt, wie der Protagonist seinen Partner vermisst (Luna, tú que lo ves. Dile cuánto le amo, dile cuánto lo extraño; dt. Mond, der du ihn siehst. Sag´ ihm, wie sehr ich ihn liebe und vermisse.) und den Mond darum bittet, den verlorenen Partner zur Rückkehr zu bewegen: Tú que sabes de soledad, aconséjale por favor de que vuelva, convéncelo. Te ruego. (Du, der die Einsamkeit kennst, überzeuge ihn bitte, dass er zurückkommen möge. Ich bitte dich.).